# Diócesis de La Dorada-Guaduas
La diócesis de La Dorada-Guaduas (en latín: Dioecesis Aureatensis-Guaduensis) es una circunscripción eclesiástica de la Iglesia católica en Colombia. Se trata de una diócesis latina, sufragánea de la arquidiócesis de Manizales. Desde el 13 de enero de 2019 su obispo es Hency Martínez Vargas.

## Territorio y organización

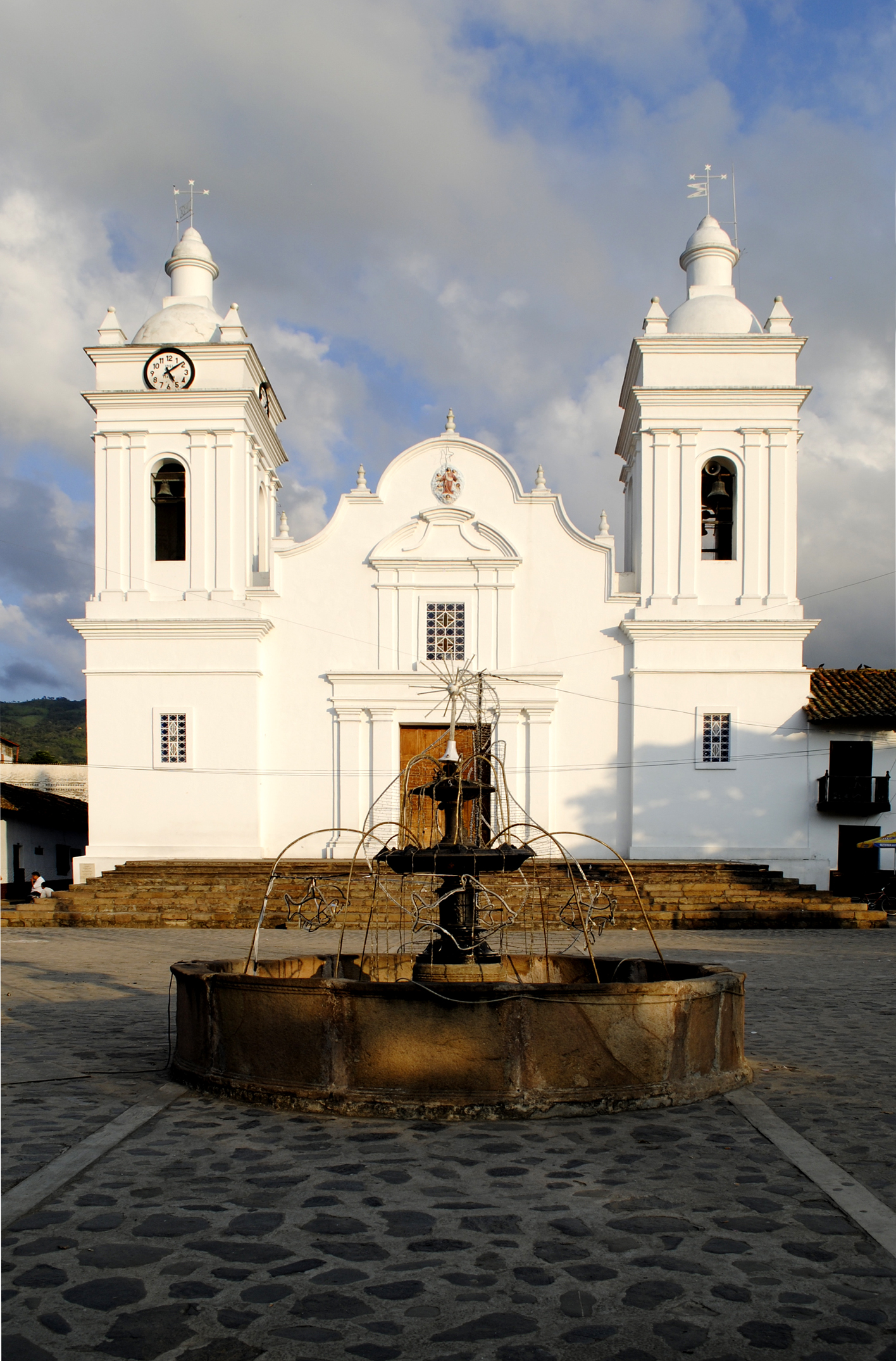
Concatedral de San Miguel Arcángel, en Guaduas

La diócesis tiene 8040 km² y extiende su jurisdicción sobre los fieles católicos de rito latino residentes en 15 municipios de 4 departamentos:
- departamento de Caldas: La Dorada, Manzanares, Marquetalia, Norcasia, Pensilvania, Samaná, Victoria, y el corregimiento de Montebonito en el municipio de Marulanda;
- departamento de Cundinamarca: Caparrapí, Chaguaní, Guaduas, La Palma, Puerto Salgar y Yacopí;
- departamento de Antioquia: Puerto Triunfo y los corregimientos de La Danta y San Miguel en el municipio de Sonsón;
- departamento de Boyacá: Puerto Boyacá.

La diócesis limita por el norte con las diócesis de Barrancabermeja y Chiquinquirá, por el este con las diócesis de Zipaquirá y Facatativá, por el sur con las diócesis de Girardot y Líbano-Honda, por el oeste con la arquidiócesis de Manizales y la diócesis de Sonsón-Rionegro.
La sede de la diócesis se encuentra en la ciudad de La Dorada, en donde se halla la Catedral de Nuestra Señora del Carmen. En Guaduas se halla la Concatedral de San Miguel Arcángel.
En 2021 en la diócesis existían 43 parroquias agrupadas en 6 vicarías foráneas: Nuestra Señora del Carmen, Nuestra Señora de los Dolores, Nuestra Señora de la Asunción, San Miguel Arcángel, Beato Juan Pablo II y San Pedro Claver:
Vicaría Nuestra Señora del Carmen
- Catedral Nuestra Señora del Carmen, (en La Dorada);
- San Judas Tadeo, (en La Dorada);
- Sagrado Corazón de Jesús, (en La Dorada);
- La Milagrosa, (en La Dorada);
- El Espíritu Santo, (en La Dorada);
- Jesús de la Divina Misericordia (en La Dorada);
- El Divino Niño (en Guarinocito, La Dorada);
- El Divino Niño (en Terán-Patevaca, Yacopí);
- Nuestra Señora del Carmen (en Victoria);
- La Santísima Trinidad (en Puerto Salgar);
- San Miguel (en San Miguel, Sonsón).

Vicaría Nuestra Señora de los Dolores
- Nuestra Señora de los Dolores (en Pensilvania);
- San Antonio de Padua (en Manzanares);
- Nuestra Señora de Fátima (en Planes, Manzanares);
- Nuestra Señora del Perpetuo Socorro (en Bolivia, Pensilvania);
- Nuestra Señora del Sagrado Corazón de María (en San Daniel, Pensilvania);
- San Isidro Labrador (en Montebonito, Marulanda);
- San Agustín (en Samaná);
- Nuestra Señora de los Dolores (en Marquetalia);
- San José (en Arboleda, Pensilvania);
- María Auxiliadora (en Pueblo Nuevo, Pensilvania).

Vicaría Nuestra Señora de la Asunción
- Nuestra Señora del Carmen (en Yacopí);
- Santiago Apóstol (en Caparrapí);
- La Sagrada Familia (en San Carlos, Caparrapí);
- Nuestra Señora de La Asunción (en la Palma).

Vicaría San Miguel Arcángel
- Catedral de San Miguel Arcángel (en Guaduas);
- San José (en Guaduas);
- Santuario del Señor de la Salud (en Chaguaní);
- San Pedro (en Puerto Bogotá, Guaduas);
- San Antonio de Padua (en La Paz, Guaduas).

Vicaría San Juan Pablo II
- Nuestra Señora del Carmen (en Norcasía);
- San Diego (en San Diego, Samaná);
- Isidro Labrador (en Berlín, Samaná);
- Nuestra Señora de La Asunción (en Florencia, Samaná).

Vicaría San Pedro Claver
- San Pedro Claver (en Puerto Boyacá);
- San José (en Puerto Boyacá);
- Cristo Rey (en Puerto Boyacá);
- La Sagrada Familia y El Divino Niño (en El Marfil-Puerto Romero, Puerto Boyacá);
- María Auxiliadora (en Estación Cocorná, Puerto Triunfo);
- San Juan María Vianney (en Puerto Perales, Puerto Triunfo);
- Santo Cura de Ars (en Puerto Triunfo);
- San Francisco de Asís (en la Dant, Sonsón);
- Nuestra Señora del Carmen (en Doradal, Puerto Triunfo).

## Historia
La diócesis fue erigida el 29 de marzo de 1984 mediante la bula Quod iure del papa Juan Pablo II, derivando el territorio de las diócesis de Barrancabermeja y de Facatativá y de la arquidiócesis de Manizales. En esa misma fecha fue nombrado como primer obispo Fabio Betancur Tirado, quien se desempeñaba como obispo auxiliar de la arquidiócesis de Medellín.
El 30 de mayo de 1984, a través de una comunicación de Congregación para los Obispos, la diócesis comenzó a hacer parte de la provincia eclesiástica de Manizales. La posesión del obispo se llevó a cabo el 16 de junio de ese mismo año. Dos años después, el 6 de julio, el papa Juan Pablo II visitó Puerto Salgar, para cambiar de aeroplano y desplazarse hasta Armero.
El 15 de octubre de 1996 Betancur fue promovido a arzobispo de Manizales, se designó al presbítero Guillermo Arias Gómez como administrador diocesano. El 5 de junio de 1999 se nombró como segundo obispo a Óscar Aníbal Salazar Gómez.

## Estadísticas
Según el Anuario Pontificio 2022 la diócesis tenía a fines de 2021 un total de 345 570 fieles bautizados.
| Año                                                                             | Población            | Población | Población      | Sacerdotes | Sacerdotes    | Sacerdotes    | Bautizados por sacerdote | Diáconos permanentes | Religiosos | Religiosos | Parroquias |
| Año                                                                             | Bautizados católicos | Total     | % de católicos | Total      | Clero secular | Clero regular | Bautizados por sacerdote | Diáconos permanentes | Varones    | Mujeres    | Parroquias |
| ------------------------------------------------------------------------------- | -------------------- | --------- | -------------- | ---------- | ------------- | ------------- | ------------------------ | -------------------- | ---------- | ---------- | ---------- |
| 1990                                                                            | 372 000              | 382 000   | 97.4           | 48         | 43            | 5             | 7750                     | 1                    | 5          | 93         | 33         |
| 1999                                                                            | 290 000              | 340 000   | 85.3           | 55         | 53            | 2             | 5272                     |                      | 2          | 72         | 39         |
| 2000                                                                            | 290 000              | 340 000   | 85.3           | 57         | 55            | 2             | 5087                     |                      | 2          | 60         | 38         |
| 2001                                                                            | 290 000              | 340 000   | 85.3           | 57         | 57            |               | 5087                     |                      |            | 60         | 41         |
| 2002                                                                            | 290 000              | 340 000   | 85.3           | 62         | 62            |               | 4677                     |                      |            | 60         | 41         |
| 2003                                                                            | 290 000              | 340 000   | 85.3           | 61         | 61            |               | 4754                     |                      |            | 55         | 42         |
| 2004                                                                            | 294 000              | 345 000   | 85.2           | 66         | 66            |               | 4454                     |                      |            | 55         | 42         |
| 2013                                                                            | 333 000              | 389 000   | 85.6           | 84         | 84            |               | 3964                     |                      | 3          | 42         | 40         |
| 2016                                                                            | 344 870              | 402 518   | 85.7           | 86         | 86            |               | 4010                     |                      | 3          | 33         | 43         |
| 2019                                                                            | 341 600              | 395 400   | 86.4           | 106        | 104           | 2             | 3222                     |                      | 6          | 38         | 47         |
| 2021                                                                            | 345 570              | 400 000   | 86.4           | 115        | 113           | 2             | 3004                     |                      | 5          | 30         | 43         |
| Fuente: Catholic-Hierarchy, que a su vez toma los datos del Anuario Pontificio. |                      |           |                |            |               |               |                          |                      |            |            |            |

## Episcopologio
- Fabio Betancur Tirado † (29 de marzo de 1984-15 de octubre de 1996 nombrado arzobispo de Manizales)
  - Sede vacante (1996-1999)[nota 1]
- Óscar Aníbal Salazar Gómez (5 de junio de 1999-13 de enero de 2019 retirado)
- Hency Martínez Vargas, desde el 13 de enero de 2019